# Emma Carney
Emma Elizabeth Carney (Bourne End, 29 luglio 1971) è una triatleta australiana.

## Carriera
È stata campionessa del mondo di triathlon nel 1994 (Wellington) e nel 1997 (Perth).
È stata numero 1 al mondo nel 1995, 1996, 1997, 1998 e si è aggiudicata la coppa del mondo di triathlon nel 1995, 1996, 1997.
Nel triennio 1995-1997 ha vinto 21 gare di coppa del mondo. Nessuno è riuscito a fare altrettanto a livello mondiale nel triathlon.
Agli unici due mondiali, portati a termine, a cui non ha vinto nessuna medaglia è arrivata 7ª assoluta (Cancun 1995 e Perth 2000).
Ha rappresentato, inoltre, l'Australia a due campionati del mondo di Cross Country.
Ha sviluppato nel tempo una tachicardia ventricolare che l'ha portata al ritiro dalle competizioni.

## Titoli
- Campionessa del mondo di triathlon (Élite) - 1994, 1997
- Coppa del mondo di triathlon - 1995, 1996, 1997
- Campionessa Australiana di triathlon
  - Distanza olimpica - 1995, 1997, 1998
  - Distanza sprint - 1994, 1995, 1996, 2000
  - Long distance - 2000, 2001

## Curiosità
- Emma ha vinto il suo primo campionato del mondo di triathlon alla prima gara internazionale cui ha preso parte.
- Emma ha vinto un mondiale di triathlon con il più ampio distacco rispetto alla seconda classificata (2'12"), record ancora imbattuto
- Emma è una delle poche triatlete ad aver vinto più di un titolo mondiale
- Emma è stata numero 1 nella ranking mondiale per il più lungo periodo nella storia del triatlon femminile
- Emma è detentrice del record del minor tempo in una gara di triathlon olimpico senza scia - no drafting  (Noosa, Queensland nel mese di novembre del 1997, con un tempo di 01:54:22).